# شیرزن (فیلم ۲۰۱۶)
شیرزن (به نروژی: Løvekvinnen) یک فیلم درام محصول ۲۰۱۶ سینمای نروژ به کارگردانی ویبک آیدسوئه است. این فیلم یک محصول مشترک بین‌المللی است و بودجه‌ای در حدود ۵۲ میلیون کرون نروژ داشت. قسمت‌هایی از فیلم در لیلهامر فیلمبرداری شد و بقیه در لوکیشن‌های مختلف ضبط شد. این فیلم اولین نمایش جهانی خود را در ۲۶ اوت ۲۰۱۶ انجام داد.

## خلاصه داستان
در سال ۱۹۱۲، یک زن نروژی هنگام زایمان فوت می‌کند و دختری با رشد بیش از حد مو و شوهری داغدار از خود به جا می‌گذارد که دختر را از چشم‌های خیره پنهان می‌کند.